# Icterus pustulatus
Icterus pustulatus là một loài chim trong họ Icteridae.